# Allosidastrum
Allosidastrum, noviji biljni rod opisan 1988. godine, smješten u tribus Malveae, dio porodice sljezovki.
Postoje četiri vrste koje rastu po Srednjoj i Južnoj Americi i Antilima.
Po prethodnim autorima ove vrste su bile uključivane u rodove Sida ili Pseudabutilon

## Vrste
1. Allosidastrum dolichophyllum Krapov., Fryxell & Bates
2. Allosidastrum hilarianum (C.Presl) Krapov., Fryxell & Bates
3. Allosidastrum interruptum (Balb. ex DC.) Krapov., Fryxell & Bates
4. Allosidastrum pyramidatum (Desp. ex Cav.) Krapov., Fryxell & Bates